# 奥尔格伊
奥尔格伊（法語：Orgueil，法語發音：[ɔʁɡœj] ⓘ）是法国奧克西塔尼大區塔恩-加龙省的一个市镇，属于蒙托邦区。

## 地理
奥尔格伊（43°54'16"N, 1°24'40"E）面积14.03 平方千米，位于法国奧克西塔尼大區塔恩-加龙省，该省份为法国西南部内陆省份，北起顺时针与洛特省、阿韦龙省、塔恩省、上加龙省、热尔省和洛特-加龙省接壤。
与奥尔格伊接壤的市镇（或旧市镇、城区）包括：弗龙通、康普萨、科尔巴里约、圣皮埃尔堡、诺伊克、雷涅斯。

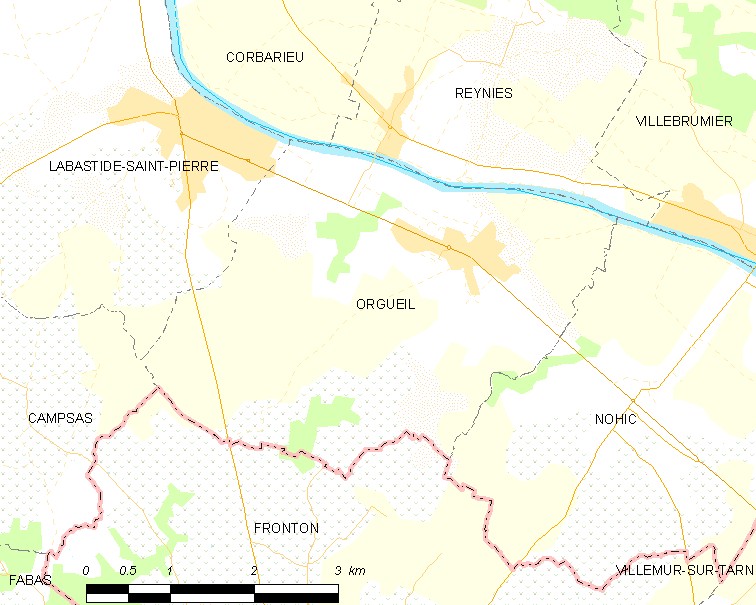
奥尔格伊的OSM定位图

奥尔格伊的时区为UTC+01:00、UTC+02:00（夏令时）。

## 图集

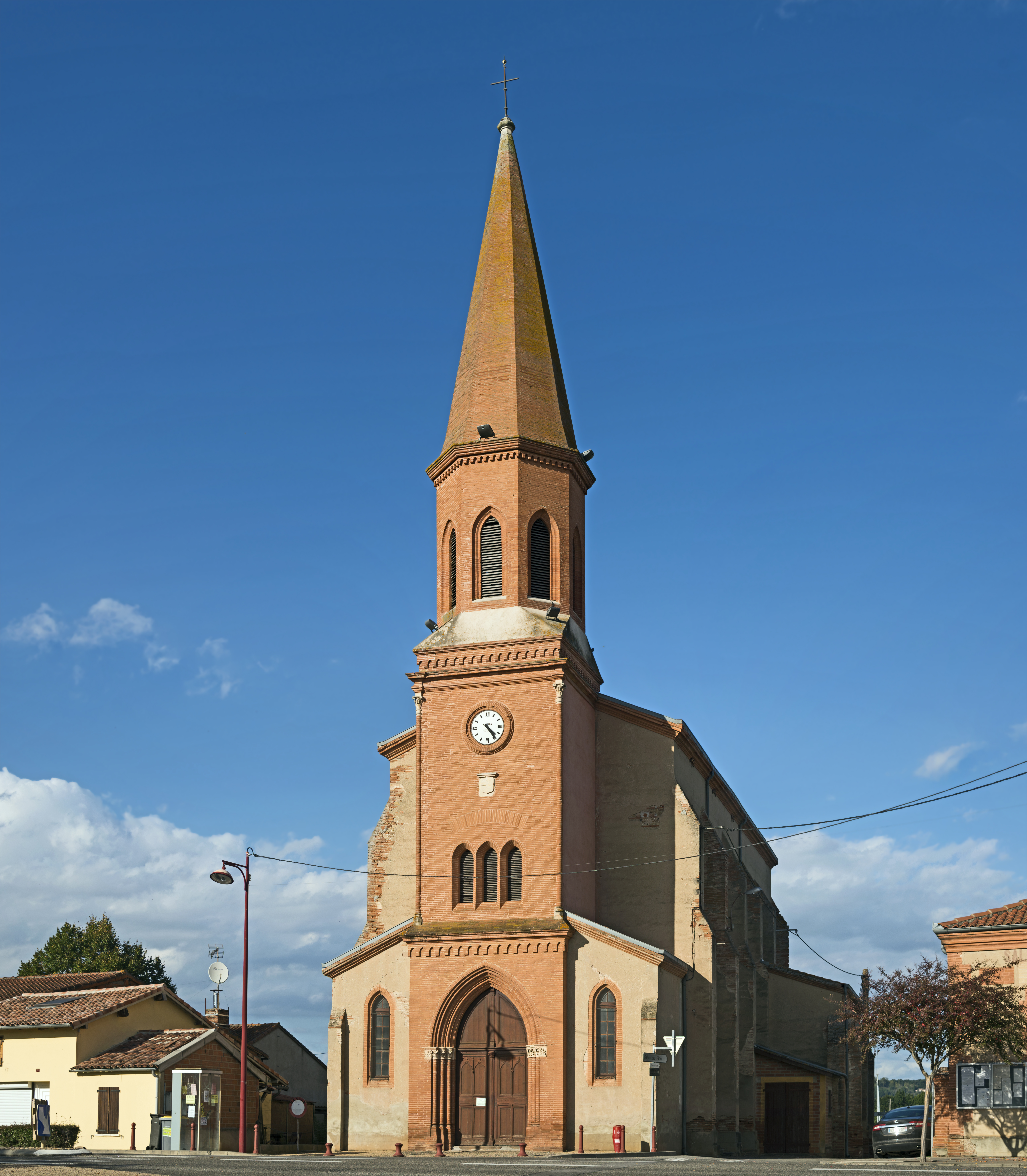
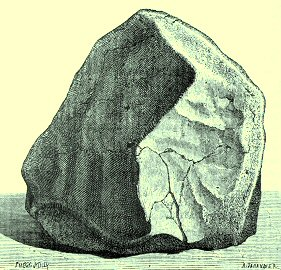

## 行政
奥尔格伊的邮政编码为82370，INSEE市镇编码为82136。

## 政治
奥尔格伊所属的省级选区为塔恩-泰斯库-绿色凯尔西县。

## 人口

1962-2008年间奥尔格伊人口变化图示

奥尔格伊于2022年1月1日时的人口数量为1721人。